# 3H Hareketi
3H Hareketi, (turkiska: 3H Rörelsen) eller Hürriyet Hukuk Hoşgörü Hareketi (turkiska: Rörelsen för Frihet, Lag och Tolerans) är en turkisk liberal ungdomsorganisation. Organisationen grundades den 6 december 2006 under namnet Liberalofis. Förbundet anordnar seminarier och släpper debattartiklar för att skapa liberal opinion i Turkiet. 
Organisationen är en fullvärdig medlem i den Liberala internationalens ungdomsförbund, paraplyorganisationen International Federation of Liberal Youth (IFRLY).

## 3H Hareketis manifest
3H Hareketi skrev under sin andra kongress följande manifest. 
- Turkiets nuvarande konstitution är till större delen en produkt av en statskupp. Turkiet måste därför anta en ny liberal konstitution.
- Turkiets regering måste under alla omständigheter följa lagstyret.
- Turkiet är ett land med mångfald. Regeringen måste vara tolerant mot etniska, kulturella, religiösa, sociala och sexuella minoriteter i landet.
- Turkiet behöver en fungerande marknadsekonomi. Turkiet måste avskaffa frimarknadshinder i form av byråkrati, höga skatter och den statistiska inställningen till ekonomi.
- Frihet är den främsta mänskliga rättigheten, den måste skyddas av lagen och mötas med tolerans.
- Ekonomin får inte blir styrd.
- Individers religiösa och sexuella läggningar måste respekteras.
- Individer måste under alla omständigheter ha rätten att sprida sina åsikter.
- Staten som auktoritet skall inte ha någon sägan i individers privatliv.
- Offentliga institutioner skall privatiseras.
- Individuella rättigheter får endast begränsas av andra individers rättigheter.
- Beslut om barns utbildning skall tas av barnets föräldrar.
- Varken offentliga eller privata institutioner skall vara undantag från juridisk revision.
- För att kunna ha ett rättvist skattesystem måste den progressiva skatten avskaffas.
- Krig kan endast legitimeras i självförsvar.
- Inga offerlösa brott och frivilliga avtal skall vara kriminella.
- Staten skall vara neutral i religionsfrågor och skall aldrig använda religionen för egna syften.

Se det ursprungliga manifestet här (på turkiska)